# 意大利—波蘭關係
意大利-波蘭關係是意大利和波蘭之間的文化和政治關係。兩國之間牢固的歷史聯繫，如羅馬天主教和共同爭取獨立的鬥爭，使許多人將這種關係稱為波意兄弟情誼。目前兩國都是歐洲委員會、經濟合作與發展組織、北約、歐洲安全與合作組織和歐盟的正式成員。

## 外交機構

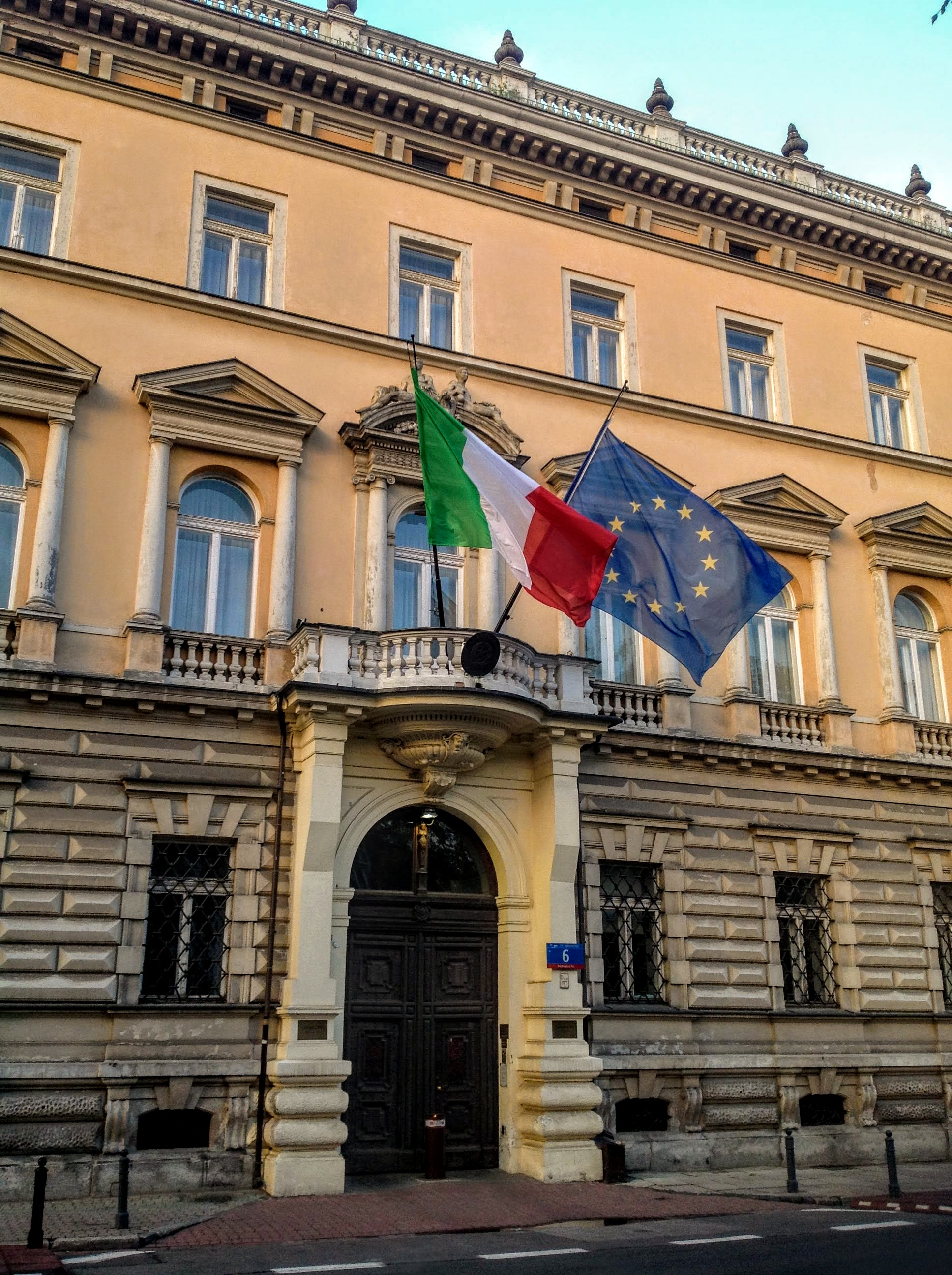
意大利駐華沙大使館

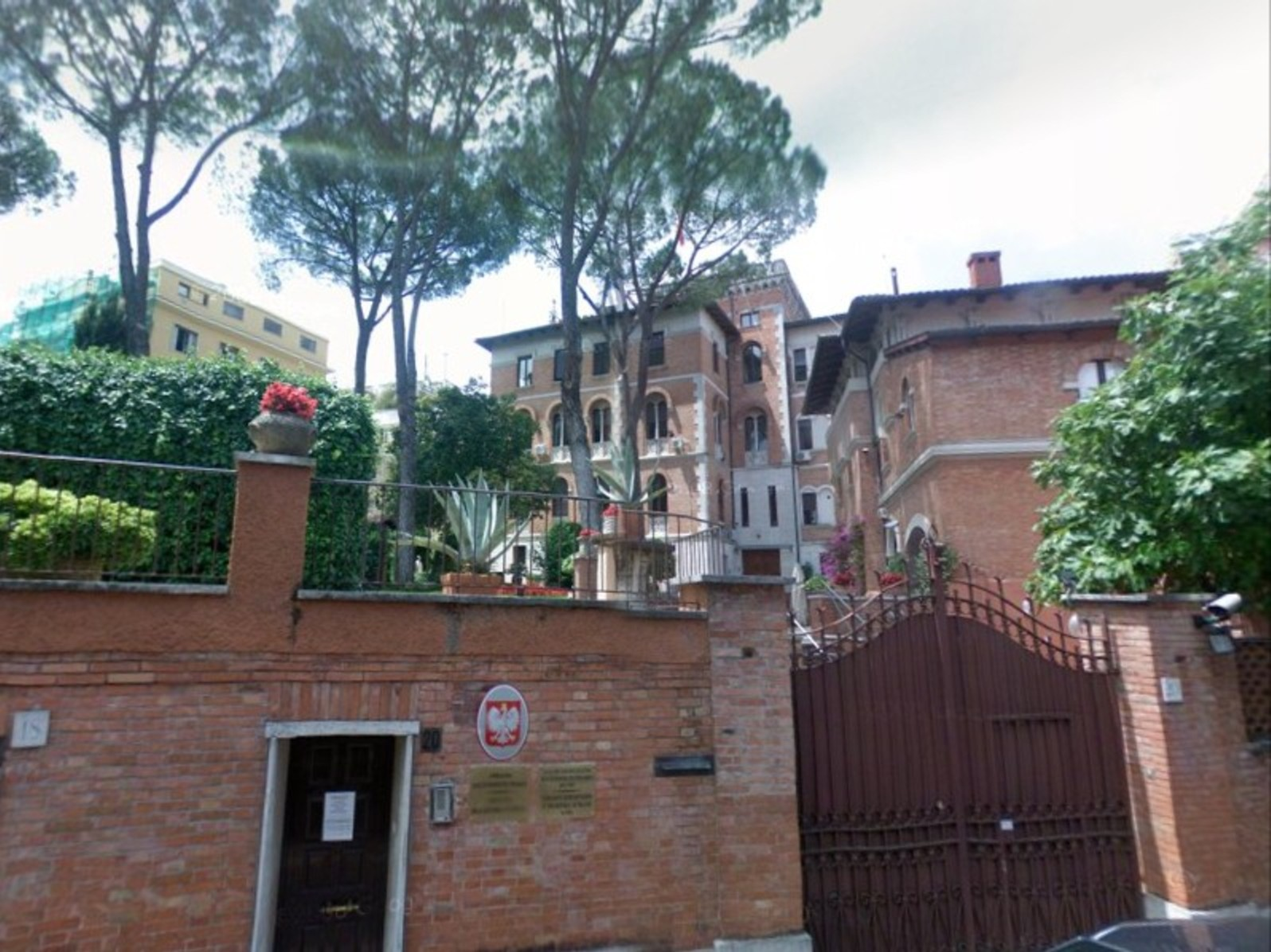
波蘭駐羅馬大使館

意大利在華沙設有大使館，五個名譽領事館（在格丁尼亞、克拉科夫、波茲南、什切青和弗羅茨瓦夫）；波蘭在羅馬設有大使館，在米蘭設有總領事館和8個名譽領事館（在安科納、博洛尼亞、熱那亞、那不勒斯、巴勒莫、特倫托、都靈、威尼斯）。